# 1. Bundesliga 1963-64
La 1. Bundesliga 1963-64 fue la primera edición de la Fußball-Bundesliga, máxima división de Alemania Federal. El histórico formato de ligas regionales y fase final nacional fue abandonado en favor de una única liga nacional unificada. Dieciséis equipos de las cinco Oberligas en funcionamiento fueron invitados a participar en este nuevo campeonato.
Esta temporada adoptó un formato de todos contra todos, en el que cada equipo juega contra todos los demás una vez en casa y otra fuera. No hay play-off; el equipo con mejor puntuación al final de la temporada es proclamado campeón de Alemania Federal. El FC Colonia consiguió el primer título de la historia de la Bundesliga en la temporada inaugural 1963-64.
El primer gol de la liga fue anotado por Friedhelm Konietzka para el Borussia Dortmund. Los equipos 1. Fußball-Club Saarbrücken y SC Preußen Münster fueron los primeros equipos que descendieron. La temporada comenzó el 24 de agosto de 1963 y finalizó el 11 de mayo de 1964.

## Equipos participantes
| Equipo                 | Ciudad             | Estadio                          | Capacidad | Oberliga de procedencia |
| ---------------------- | ------------------ | -------------------------------- | --------- | ----------------------- |
| Borussia Dortmund      | Dortmund           | Rote Erde                        | 30.000    | West                    |
| FC Colonia             | Colonia            | Müngersdorfer Stadion            | 76.000    | West                    |
| Eintracht Braunschweig | Braunschweig       | Eintracht-Stadion                | 38.000    | Nord                    |
| Eintracht Frankfurt    | Frankfurt del Main | Waldstadion                      | 87.000    | Süd                     |
| Hamburgo SV            | Hamburgo           | Volksparkstadion                 | 80.000    | Nord                    |
| Hertha Berlín          | Berlín             | Olympiastadion                   | 100.000   | Berlín                  |
| 1. FC Kaiserslautern   | Kaiserslautern     | Stadion Betzenberg               | 42.000    | Südwest                 |
| Karlsruher SC          | Karlsruhe          | Wildparkstadion                  | 50.000    | Süd                     |
| Meidericher SV         | Duisburgo          | Wedaustadion                     | 38.500    | West                    |
| TSV 1860 Múnich        | Múnich             | Stadion an der Grünwalder Straße | 51.794    | Süd                     |
| 1. FC Núremberg        | Núremberg          | Städtisches Stadion              | 64.238    | Süd                     |
| SC Preußen Münster     | Münster            | Preußenstadion                   | 45.000    | West                    |
| 1. FC Saarbrücken      | Saarbrücken        | Ludwigsparkstadion               | 40.000    | Südwest                 |
| FC Schalke 04          | Gelsenkirchen      | Glückauf-Kampfbahn               | 35.000    | West                    |
| VfB Stuttgart          | Stuttgart          | Neckarstadion                    | 53.000    | Süd                     |
| Werder Bremen          | Bremen             | Weserstadion                     | 32.000    | Nord                    |

## Tabla de posiciones
| Pos. | Equipo                 | Pts. | PJ | G  | E  | P  | GF | GC | Dif. | Clasificación                                                      |
| ---- | ---------------------- | ---- | -- | -- | -- | -- | -- | -- | ---- | ------------------------------------------------------------------ |
| 1    | FC Colonia (C)         | 45   | 30 | 17 | 11 | 2  | 78 | 40 | +38  | Clasificado a la fase preliminar de la Copa de Campeones de Europa |
| 2    | Meidericher SV         | 39   | 30 | 13 | 13 | 4  | 60 | 36 | +24  |                                                                    |
| 3    | Eintracht Frankfurt    | 39   | 30 | 16 | 7  | 7  | 65 | 41 | +24  | Clasificado a la primera ronda de la Copa de Ferias                |
| 4    | Borussia Dortmund      | 33   | 30 | 14 | 5  | 11 | 73 | 57 | +16  | Clasificado a la primera ronda de la Copa de Ferias                |
| 5    | VfB Stuttgart          | 33   | 30 | 13 | 7  | 10 | 48 | 40 | +8   | Clasificado a la primera ronda de la Copa de Ferias                |
| 6    | Hamburgo SV            | 32   | 30 | 11 | 10 | 9  | 69 | 60 | +9   |                                                                    |
| 7    | TSV 1860 Múnich        | 31   | 30 | 11 | 9  | 10 | 66 | 50 | +16  | Clasificado a la primera ronda de la Recopa de Europa              |
| 8    | FC Schalke 04          | 29   | 30 | 12 | 5  | 13 | 51 | 53 | −2   |                                                                    |
| 9    | 1. FC Núremberg        | 29   | 30 | 11 | 7  | 12 | 45 | 56 | −11  |                                                                    |
| 10   | Werder Bremen          | 28   | 30 | 10 | 8  | 12 | 53 | 62 | −9   |                                                                    |
| 11   | Eintracht Braunschweig | 28   | 30 | 11 | 6  | 13 | 36 | 49 | −13  |                                                                    |
| 12   | 1. FC Kaiserslautern   | 26   | 30 | 10 | 6  | 14 | 48 | 69 | −21  |                                                                    |
| 13   | Karlsruher SC          | 24   | 30 | 8  | 8  | 14 | 42 | 55 | −13  |                                                                    |
| 14   | Hertha Berlín          | 24   | 30 | 9  | 6  | 15 | 45 | 65 | −20  | Clasificado a la primera ronda de la Copa de Ferias                |
| 15   | SC Preußen Münster (D) | 23   | 30 | 7  | 9  | 14 | 34 | 52 | −18  | Descenso a la Regionalliga                                         |
| 16   | 1. FC Saarbrücken (D)  | 17   | 30 | 6  | 5  | 19 | 44 | 72 | −28  | Descenso a la Regionalliga                                         |

 Fuente: BDFutbol
| Bandera de Alemania           |
| Campeón FC Colonia 2.° título |

## Resultados
| Local \ Visitante      | BOD | COL | EBR | EFR | HAM | HER | KAI | KAR | MEI | NUR | PRE | SAR | SCH | STU | TSV | WER |
| ---------------------- | --- | --- | --- | --- | --- | --- | --- | --- | --- | --- | --- | --- | --- | --- | --- | --- |
| Borussia Dortmund      | —   | 2–3 | 3–0 | 3–0 | 5–2 | 7–2 | 9–3 | 3–2 | 0–0 | 3–1 | 0–0 | 2–1 | 3–0 | 7–1 | 3–3 | 4–3 |
| FC Colonia             | 5–2 | —   | 4–1 | 1–1 | 4–1 | 3–1 | 5–1 | 4–0 | 3–3 | 5–0 | 3–0 | 1–3 | 2–2 | 2–1 | 2–2 | 4–3 |
| Eintracht Braunschweig | 2–0 | 1–1 | —   | 0–3 | 2–1 | 1–1 | 0–1 | 2–0 | 0–0 | 2–0 | 1–0 | 3–1 | 4–3 | 2–0 | 0–1 | 1–1 |
| Eintracht Frankfurt    | 2–1 | 2–1 | 3–0 | —   | 2–2 | 4–0 | 1–1 | 0–3 | 2–2 | 2–3 | 3–0 | 3–1 | 4–2 | 3–2 | 5–2 | 7–0 |
| Hamburgo SV            | 2–1 | 1–1 | 2–1 | 3–0 | —   | 5–1 | 7–3 | 1–1 | 3–3 | 2–2 | 5–0 | 4–2 | 3–1 | 1–1 | 5–0 | 1–1 |
| Hertha Berlín          | 0–0 | 0–3 | 1–2 | 1–3 | 1–2 | —   | 2–2 | 2–3 | 5–2 | 1–1 | 2–0 | 3–2 | 1–0 | 0–2 | 3–1 | 5–2 |
| 1. FC Kaiserslautern   | 0–1 | 3–3 | 2–1 | 1–1 | 3–2 | 3–0 | —   | 1–0 | 1–1 | 3–1 | 0–0 | 2–4 | 2–3 | 1–3 | 2–1 | 3–0 |
| Karlsruher SC          | 1–3 | 2–2 | 3–1 | 1–2 | 0–4 | 1–1 | 5–1 | —   | 1–4 | 1–3 | 4–2 | 2–2 | 1–1 | 0–3 | 1–0 | 1–1 |
| Meidericher SV         | 3–3 | 2–2 | 5–1 | 3–1 | 4–0 | 1–3 | 3–0 | 2–0 | —   | 0–0 | 0–0 | 3–1 | 3–0 | 3–0 | 3–0 | 1–0 |
| 1. FC Núremberg        | 4–0 | 2–2 | 1–0 | 1–0 | 3–2 | 2–3 | 0–5 | 2–4 | 2–0 | —   | 2–2 | 2–0 | 0–2 | 0–0 | 2–2 | 3–0 |
| SC Preußen Münster     | 1–2 | 0–2 | 0–2 | 1–3 | 1–1 | 4–2 | 1–0 | 0–0 | 4–2 | 0–1 | —   | 2–1 | 2–2 | 4–2 | 0–0 | 1–3 |
| 1. FC Saarbrücken      | 2–1 | 0–2 | 2–2 | 0–4 | 1–1 | 3–0 | 2–4 | 1–3 | 0–2 | 3–5 | 1–1 | —   | 1–1 | 0–1 | 1–2 | 3–2 |
| FC Schalke 04          | 3–1 | 2–3 | 2–0 | 1–2 | 1–0 | 1–0 | 4–0 | 2–1 | 2–2 | 4–1 | 1–2 | 4–1 | —   | 2–0 | 2–1 | 2–3 |
| VfB Stuttgart          | 2–1 | 0–1 | 5–0 | 0–0 | 2–2 | 2–0 | 4–0 | 4–1 | 1–2 | 1–0 | 0–3 | 3–1 | 2–0 | —   | 1–1 | 2–0 |
| TSV 1860 Múnich        | 6–1 | 1–3 | 1–1 | 1–1 | 9–2 | 1–2 | 3–0 | 1–0 | 0–0 | 5–0 | 3–1 | 7–1 | 7–1 | 1–1 | —   | 3–2 |
| Werder Bremen          | 3–2 | 1–1 | 2–3 | 4–1 | 4–2 | 2–2 | 2–0 | 0–0 | 1–1 | 2–1 | 4–2 | 0–3 | 1–0 | 2–2 | 4–1 | —   |

## Goleadores
| Jugador             | Equipo              | Goles |
| ------------------- | ------------------- | ----- |
| Uwe Seeler          | Hamburgo SV         | 30    |
| Friedhelm Konietzka | Borussia Dortmund   | 20    |
| Rudolf Brunnenmeier | TSV 1860 Múnich     | 19    |
| Wilhelm Huberts     | Eintracht Frankfurt | 18    |
| Klaus Matischak     | FC Schalke 04       | 18    |